# Cantón de Luzarches
El cantón de Luzarches era una división administrativa francesa, que estaba situada en el departamento de Valle del Oise y la región de Isla de Francia.

## Composición
El cantón estaba formado por dieciséis comunas:
- Bellefontaine
- Châtenay-en-France
- Chaumontel
- Epinay-Champlâtreux
- Fontenay-en-Parisis
- Fosses
- Jagny-sous-Bois
- Lassy
- Le Plessis-Luzarches
- Luzarches
- Mareil-en-France
- Marly-la-Ville
- Puiseux-en-France
- Saint-Witz
- Survilliers
- Villiers-le-Sec

## Supresión del cantón de Luzarches
En aplicación del Decreto n.º 2014-168 de 17 de febrero de 2014, el cantón de Luzarches fue suprimido el 22 de marzo de 2015 y sus 16 comunas pasaron a formar parte; trece del nuevo cantón de Fosses y tres del nuevo cantón de Goussainville.